# Johannes Feder
Johannes Hugo Otto Feder (* 21. Mai 1911 in Liegnitz, Provinz Schlesien; † 13. Juli 1992 in Köln) war ein deutscher Kriminalbeamter, SS-Obersturmführer und Führer des Einsatzstabs für die Partisanenerkundung.

## Leben
Johannes Feder war Sohn des Stadtoberinspektors Hugo Feder. Im Anschluss an die Volksschule besuchte er zunächst das Realgymnasium in Haynau. Hier bestand er am 27. Februar 1932 die Reifeprüfung. Am 3. Dezember 1933 wurde er Mitglied der SA. Er entschloss sich jedoch für die Beamtenlaufbahn und absolvierte bei der Stadtverwaltung und dem Landratsamt in Liegnitz den Vorbereitungsdienst für die gehobene Regierungsbeamtenlaufbahn. Am 13. November 1937 beantragte er die Aufnahme in die NSDAP und wurde rückwirkend zum 1. Mai desselben Jahres aufgenommen (Mitgliedsnummer 5.004.798). Am 20. Juni 1938 wurde er zur Kriminalpolizeistelle Breslau einberufen. Nach dem üblichen Ausbildungsgang bestand er am 9. Mai 1940 an der Führerschule der Sicherheitspolizei in Berlin-Charlottenburg die Prüfung zum Kriminalkommissar. Vom 1. Juni bis 30. November 1940 versah er seinen Dienst bei der Kriminalpolizeistelle in Bremen. Am 1. Dezember 1940 kam er zur Kriminalpolizeistelle in Berlin.
Im Rahmen des Leitenden Dienstes der Sicherheitspolizei studierte Feder von Anfang Januar bis Ende März 1941 an der Universität in Frankfurt am Main ein Kriegstrimester Rechtswissenschaft. Anschließend setzte er sein Studium an der Universität in Berlin fort. Zu Beginn des Russlandfeldzuges wurde er zum Sonderkommando 1a der Einsatzgruppe A zugeteilt. Ende September 1941 kehrte er nach Berlin zurück und studierte weiter. Im Mai 1942 gab er sein Studium auf. In der Folgezeit war er bei der Kriminalpolizeistelle in Berlin tätig. Im Juni 1942 wurde er zur Dienststelle des KdS Weißruthenien in Minsk abgeordnet. Dort blieb er bis zum 15. Dezember 1942. Feder übernahm auf der KdS-Dienststelle das Referat IVa (Bekämpfung von Sabotage, Spionage und Wirtschaftsdelikten und Erkundung der Partisanenbewegung). Zudem übernahm er später den neu gebildeten Einsatzstab für die Partisanenerkundung. Feder beteiligte sich an der Tötung von insgesamt 2900 Menschen.
Vom 2. Juli bis 28. August 1945 wurde er von den Russen im Kriegsgefangenenlager Rüdersdorf festgehalten. Am 17. Dezember 1945 wurde er von den britischen Besatzungsbehörden festgenommen und in das Internierungslager Sandbostel eingewiesen. Am 1. September 1947 wurde er nach Nürnberg verlegt, wo er in dem Verfahren vor dem Internationalen Militärgerichtshof gegen Otto Ohlendorf als Zeuge gehört wurde. Durch Spruch der Hauptkammer Nürnberg wurde er in die Gruppe III der Minderbelasteten eingereiht. Am 7. Dezember 1948 wurde er aus der Internierungshaft entlassen. Im schriftlichen Nachverfahren wurde er durch Spruch der Hauptkammer München Außenstelle Nürnberg vom 6. Juli 1950 in die Gruppe IV der Mitläufer eingestuft. Nach seiner Entlassung arbeitete er bei verschiedenen Baufirmen in Köln als Hilfsarbeiter. 1950 wurde er für einige Monate kaufmännischer Angestellter eines Bewachungs- und Detektivinstitutes in Köln. Nach der Arbeitslosigkeit fand er am 17. Mai 1951 Anstellung bei dem Arbeitsamt Köln, wo er bis 31. März 1960 blieb. Am 1. April 1960 wurde er als Kriminalmeister bei dem Polizeipräsidenten in Köln eingestellt. Am 10. November 1965 wurde er vom Landgericht Koblenz wegen 2 Verbrechen der gemeinschaftlichen Beihilfe zum Mord zu 4 Jahren und 6 Monaten Zuchthaus verurteilt.